# Pneumònia atípica
La pneumònia atípica és una pneumònia que no és causada pels bacteris i altres patògens habituals. En general es dona en persones d'edat avançada, fumadors i pacients amb malalties cròniques o immunodeficients.
El terme es va introduir a la dècada de 1930 i es contrastava amb la pneumònia bacteriana causada per Streptococcus pneumoniae, en aquella època la forma de pneumònia més coneguda i més freqüent. Històricament, la distinció es considerava important, ja que diferenciava aquells amb més probabilitats de presentar símptomes respiratoris "típics" i pneumònia lobar dels més propensos a presentar símptomes generalitzats "atípics" (com febre, mal de cap, sudoració i miàlgia) i broncopneumònia.

## Causes
La pneumònia atípica és causada per microorganismes com ara Legionella pneumophila, Mycoplasma pneumoniae, Chlamydophila pneumoniae i Coxiella bunetti. Tot i que les pneumònies atípiques s'han associat generalment en conjunt amb formes de pneumònia més lleus, la pneumònia causada per Legionella, en particular, pot ser molt greu i tenir taxes elevades de mortalitat.
La síndrome tòxica provocada a Espanya per la ingestió d'oli de colza desnaturalitzat fou diagnosticat inicialment, el 1981, com un brot de pneumònia atípica.
Recentment, la SARS fou classificada com a pneumònia atípica mentre es duien a terme els treballs d'aïllament de l'agent patogen.
A finals d'abril i principis de maig del 2009, a Mèxic hi sorgí un brot d'una mutació de la grip porcina més la grip A, anomenada grip A H1/N1, que afectà la població i es diagnosticà que les morts per aquest virus eren a causa de pneumònia atípica.